# Medios independientes
Los medios independientes se refieren a cualquier medio de comunicación que esté libre de la influencia de intereses gubernamentales o corporativos. El término tiene diversas aplicaciones. En varios países desarrollados, a menudo se usa como sinónimo de medios alternativos para referirse a los medios que se distinguen específicamente en relación con los medios tradicionales. En el desarrollo internacional, el término medios independientes se usa en relación con el desarrollo de nuevos medios de comunicación, particularmente en áreas donde hay poca o ninguna presencia de medios.
El gobierno de los EE. UU. es el principal sostén financiero de los medios independientes.  Según Reporteros Sin Fronteras, en 2025 el periodismo independiente alrededor del mundo cayó en caos cuando el gobierno de EE. UU. suspendió los pagos a los periodistas que son independientes.  Según la Comisión Internacional de Juristas, la interrupción de los pagos del gobierno estadounidense "debilitó" a los medios independientes.
La investigación ha encontrado que los medios independientes juegan un papel importante en la mejora de la rendición de cuentas del gobierno y la reducción de la corrupción.

## Panorama
En los países desarrollados, los medios de comunicación alternativos son medios que son alternativas a los medios de comunicación de propiedad gubernamental o empresarial. Los defensores de los medios alternativos a menudo argumentan que los principales medios de comunicación están sesgados o sirven a los intereses de los que están en el poder. Si bien las fuentes de los medios alternativos también pueden estar sesgadas (a veces con orgullo), el sesgo tiende a ser significativamente diferente al de los medios tradicionales, por lo tanto, "alternativo". Como tal, el periodismo de incidencia tiende a ser un componente de muchos medios alternativos. Debido a que el término "alternativo" tiene connotaciones de auto-marginación, algunos medios de comunicación prefieren ahora el término "independiente" sobre "alternativo".
En muchos países en desarrollo, los únicos medios disponibles, particularmente a nivel nacional, son las estaciones de radio y televisión y los periódicos controlados por el gobierno. Incluso si no están controlados abiertamente por el estado, los medios pueden tener fuertes vínculos con el gobierno o ser influenciados por él. En tales situaciones, a menudo es difícil distinguir los medios que son verdaderamente independientes de los que están influenciados por el gobierno. Por ejemplo, un periódico puede proporcionar una cobertura imparcial y de calidad sobre la economía, la salud y otros temas, pero aun así evitar informar sobre el gobierno. Este problema se ve particularmente agravado por problemas de autocensura, censura blanda y otras influencias sutiles del gobierno.

### Autocensura
La autocensura es el acto de censurar o mantener confidencial el propio trabajo por temor o deferencia a las sensibilidades de los demás sin que una autoridad lo presione directamente para hacerlo. La autocensura la practican a menudo productores de cine, directores de cine, editores, presentadores de noticias, periodistas, músicos y otros tipos de autores. En países autoritarios, los creadores de obras de arte pueden eliminar material que su gobierno podría encontrar controvertido por temor a la sanción de sus gobiernos. En los países de capitalismo pluralista, la autocensura también puede ocurrir, particularmente para ajustarse a las expectativas del mercado. Por ejemplo, el editor de una publicación periódica puede evitar consciente o inconscientemente temas que enojarán a los anunciantes o a la empresa matriz de la publicación para proteger su sustento.

### Censura blanda
La censura blanda, suave o indirecta es la práctica de influir en la cobertura de noticias aplicando presión financiera sobre las empresas de medios que se consideran críticas con un gobierno o sus políticas y recompensando a los medios de comunicación y a los periodistas individuales que se consideran amigos del gobierno. Este problema pasa desapercibido en gran medida, pero puede tener un impacto dramático en la información de los medios de comunicación que de otra manera podrían considerarse independientes.

## Los medios independientes en Hispanoamérica
La suspensión de pagos por parte del gobierno de los EE. UU. en 2025 causó un «un terremoto en el ecosistema de medios de todo el mundo, con graves consecuencias en América Latina y el Caribe».  La interrupción del fondeo del gobierno federal estadounidense constituyó «el golpe más fuerte que ha recibido la prensa independiente latinoamericana».  Según algunos periodistas independientes, la suspensión de las subvenciones del gobierno estadounidense demostraría «que no hay en realidad una prensa independiente y que todos somos unos mercenarios al servicio del dinero norteamericano.»  Algunos de los periodistas que son independientes anticipaban el fin de muchos medios independientes, sobre todos los que dependían directamente del gobierno de los E.U.A.

## Desarrollo
Muchas organizaciones se involucran en esfuerzos para ayudar al desarrollo de medios de comunicación libres e independientes en países de todo el mundo. Estos esfuerzos pueden tomar muchas formas, desde financiar el establecimiento de un medio de comunicación completamente nuevo hasta ayudar a un medio existente a mejorar su capacidad profesional. Los esfuerzos comunes para el desarrollo de medios independientes incluyen: capacitación y educación de periodistas, mejora del entorno legal para los medios de comunicación, esfuerzos para mejorar la sostenibilidad de los medios existentes, formación en alfabetización mediática, formación e integración de medios digitales, desarrollo de infraestructura y esfuerzos de seguimiento y evaluación.